# トリプルヘッド・ジョーズ
『トリプルヘッド・ジョーズ』（原題: 3-HEADED SHARK ATTACK）は、2015年のアメリカ合衆国の映画。

## キャスト
| 役名                 | 俳優                           | 日本語吹替 |
| -------------------- | ------------------------------ | ---------- |
| マギー・ピーターソン | カルーシェ・トラン             | 米倉希代子 |
| テッド・ネルソン教授 | ジェイソン・シモンズ           | 樫井笙人   |
| スタンリー           | ロブ・ヴァン・ダム             | 根本明宏   |
| マックス・バーンズ   | ダニー・トレホ                 | 廣田行生   |
| ローラ・トーマス教授 | ジーナ・シムズ                 | 志摩淳     |
| グレッグ             | ブラッド・ミルズ               | 下妻由幸   |
| ライアン             | スコット・トーマス・レイノルズ | 赤坂柾之   |
| オマール             | リコ・バル                     |            |
| アリソン             | ドーン・ハミル                 |            |
| ブラッド             | ボブ・コンスタンス             |            |
| ブライアン           | ジェームズ・ポール             |            |
| スティーブ           | ステファン・ノリス             |            |
| レナード教授         | ラリー・ガメル・ジュニア       |            |
| セス                 | マーク・ネイガー               |            |
| ザック               | プレストン・サイモンズ         |            |
| ハワード             | カルロス・リヴェラ             | 中島ヨシキ |
| ローズマリー         | ブリアンナ・フェリス           | 竹内恵美子 |

- その他の吹替版キャスト: 尾花かんじ／北村謙次／潮卓也／佐々健太